# مجسمه کنستانتین بزرگ، یورک
مجسمه کنستانتین بزرگ، یورک (انگلیسی: Statue of Constantine the Great, York) مجسمه ای برنزی است که امپراتور روم کنستانتین بزرگ را نشان می دهد که بر تخت نشسته است، به سفارش یورک سیویک تراست و توسط مجسمه ساز فیلیپ جکسون طراحی شده است.